# Muhlenbergia virescens
Muhlenbergia virescens är en gräsart som först beskrevs av Carl Sigismund Kunth, och fick sitt nu gällande namn av Carl Sigismund Kunth. Muhlenbergia virescens ingår i släktet muhlygräs, och familjen gräs. Inga underarter finns listade i Catalogue of Life.